# Jaskra
Jaskra (łac. glaucoma) – grupa chorób oczu prowadząca do postępującego i nieodwracalnego uszkodzenia nerwu wzrokowego i komórek zwojowych siatkówki i, co za tym idzie, pogorszenia lub utraty wzroku (zawężenia pola widzenia).
Głównym czynnikiem powodującym uszkodzenie nerwu wzrokowego w jaskrze jest nadmierny wzrost ciśnienia wewnątrz gałki ocznej. Leczenie jaskry polega na zmniejszaniu ciśnienia śródgałkowego poprzez stosowanie leków ułatwiających odpływ cieczy wodnistej z gałki ocznej i/lub zmniejszenie jej produkcji. Stosuje się głównie leki w postaci kropli do oczu, czasem podaje się leki doustne. Jaskrę można leczyć także operacyjnie.

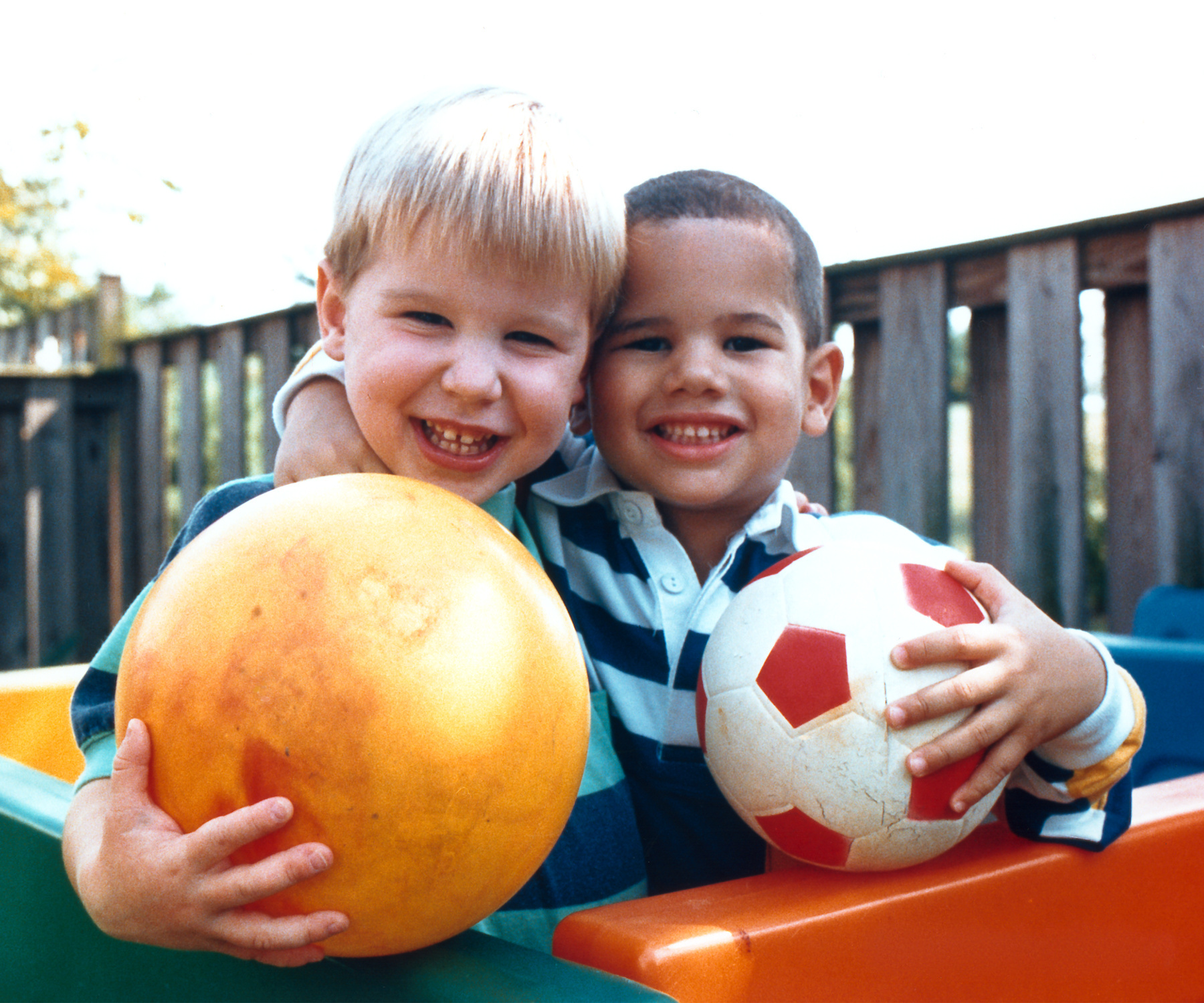
Widzenie normalne

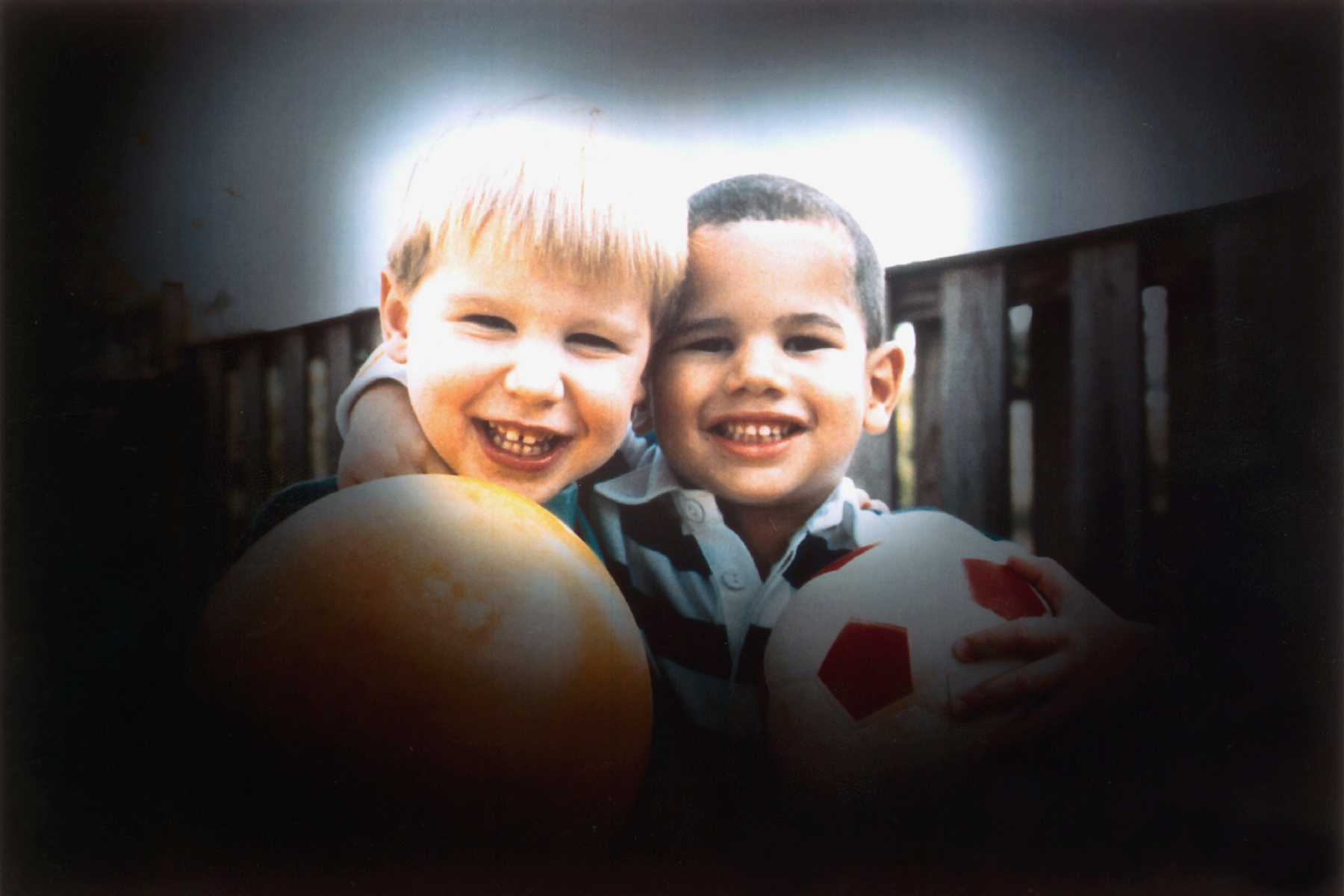
Zwężenie pola widzenia z powodu jaskry

## Epidemiologia
W 2002 roku na świecie na jaskrę chorowało 37 milionów osób, przy czym u 12,3% z nich spowodowała ona obuoczną ślepotę. Ocenia się, że na świecie na jaskrę choruje 70 milionów osób. W Polsce na jaskrę jest chorych około 200 tysięcy osób, a zagrożonych rozwojem tej choroby jest mniej więcej 600 tysięcy. Jaskra jest drugą najczęstszą przyczyną ślepoty na świecie i dotyka proporcjonalnie częściej kobiety i Azjatów. Szacuje się, że w 2020 roku liczba osób z jaskrą na świecie wzrośnie do 79,6 mln i spowoduje ślepotę całkowitą u około 11,2 mln osób. Jednym z głównych powodów ślepoty na świecie jest jaskra pierwotna zamykającego się kąta przesączania (ang. primary angle closure glaucoma, PACG). Badanie typu GWAS (ang. genome-wide association study) z 2016 roku przeprowadzone na podstawie analizy 10,5 tys. przypadków wykazało znaczące dowody na powiązanie występowania jaskry pierwotnej zamykającego się kąta z pięcioma genami.
Roczne wydatki przeznaczane w Stanach Zjednoczonych na leczenie jaskry wynoszą ponad 2,5 mld dolarów. Roczny koszt opieki nad jednym pacjentem z jaskrą wczesną wynosi 623 dolarów, natomiast z jaskrą zaawansowaną wzrasta czterokrotnie, do 2,5 tys. dolarów. W Europie średni roczny koszt opieki nad pacjentem z jaskrą w stadium zaawansowanym wynosi 803 USD. Przewiduje się, że koszty związane z występowaniem jaskry wzrosną wraz z procesem starzenia się społeczeństw.

## Klasyfikacja
Wytyczne postępowania w jaskrze (2013) Polskiego Towarzystwa Okulistycznego wprowadziły następujące klasyfikacje jaskry:
Klasyfikacja jaskry pierwotnej otwartego kąta przesączania
- młodzieńcza
- pierwotna
- pierwotna z wysokim ciśnieniem śródgałkowym
- normalnego ciśnienia
- podejrzenie jaskry pierwotnej
- nadciśnienie oczne

Klasyfikacja jaskry wtórnej otwartego kąta przesączania
- Jaskra wtórna otwartego kąta spowodowana przez choroby oczu
  - w przebiegu zespołu pseudoeksfoliacji
  - barwnikowa
  - wywołana soczewką
  - związana z krwotokiem wewnątrzgałkowym
  - zapalna
  - spowodowana guzami wewnątrzgałkowymi
  - wtórna do odwarstwienia siatkówki
  - pourazowa
- Jaskra wtórna otwartego kąta pochodzenia jatrogennego
  - wtórna do leczenia kortykosteroidami
  - wtórna do operacji wewnątrzgałkowej lub leczenia laserowego
- Jaskra wtórna otwartego kąta spowodowana przyczynami pozagałkowymi
  - spowodowana zwiększonym ciśnieniem żył nadtwardówkowych

Klasyfikacja jaskry pierwotnej zamykającego się kąta
- ostre zamknięcie kąta przesączania
- podostre lub okresowe zamknięcie kąta
- przewlekłe zamknięcie kąta
- stan po ostrym zamknięciu kąta przesączania

Klasyfikacja jaskry wtórnej zamykającego się kąta
- z blokiem źrenicznym
- z mechanizmem pociągania ku przodowi bez bloku źrenicznego
- z mechanizmem popychania od tyłu bez bloku źrenicznego

### Jaskra ostra
Jaskra ostra (ostry atak jaskry) pojawia się w wyniku gwałtownego zamknięcia kąta przesączania. Powoduje to nagłe zahamowanie odpływu cieczy wodnistej. Dochodzi do nagłego wzrostu ciśnienia śródgałkowego, które znacznie przekracza wartości prawidłowe (osiąga nawet 50–60 mm Hg i więcej). Chory widzi charakterystyczne tęczowe koła wokół punktów świetlnych, odczuwa silne bóle oka (oczu) i głowy, nudności, wymiotuje i obficie się poci. Występuje zwolniona akcja serca. W wyniku badania okulistycznego można stwierdzić znaczne obniżenie ostrości wzroku, przekrwienie żylne gałki ocznej, obrzęk rogówki, spłycenie komory przedniej, rozszerzenie i nieruchomość źrenicy, przekrwienie lub zatarcie rysunku tęczówki, a także czasem białawe plamki pod powierzchnią torebki soczewki (plamy Vogta). Z powodu nieprzejrzystości ośrodków optycznych dno oka jest czasami niewidoczne. Ostry atak jaskry jest stanem nagłym, który wymaga pilnego leczenia, ponieważ grozi nieodwracalną utratą wzroku.

### Jaskra podostra
Jaskra podostra – kąt przesączania nie jest zamknięty całkowicie, wobec czego ciśnienie śródgałkowe nie jest tak wysokie jak w przypadku ataku jaskry ostrej. Występują objawy w postaci kół tęczowych i obniżenia ostrości widzenia, jednakże są to objawy okresowe i poza nimi badanie czynności i hydrodynamiki oczu może nie wykazać odchyleń od stanu prawidłowego (wąski kąt przesączania stwierdzić można jedynie gonioskopowo). W przebiegu długotrwałej jaskry podostrej w kącie przesączania wytwarzają się zrosty, które prowadzą do zmian destrukcyjnych, stałego wzrostu ciśnienia śródgałkowego, zmian w polu widzenia i zwyrodnień w nerwie wzrokowym. Leczenie zachowawcze w ostrym napadzie jaskry ma na celu odblokowanie kąta przesączania (najskuteczniejszym i najbardziej popularnym lekiem jest pilokarpina). Jeżeli pomimo leczenia ostry napad jaskry nie zostanie opanowany, należy bezzwłocznie wykonać operację przeciwjaskrową.

## Czynniki ryzyka
- wiek powyżej 40. roku życia
- jaskra w rodzinie (I stopień pokrewieństwa: rodzice, rodzeństwo)
- choroby kardiologiczne (nadciśnienie tętnicze)
- migrena, bóle głowy
- zaburzenia krążenia obwodowego
- znaczny stopień wady wzroku (nadwzroczność, krótkowzroczność)
- choroby gałki ocznej
  - retinopatia cukrzycowa
  - uraz
- leczenie kortykosteroidami
- długotrwałe stosowanie doustnych środków antykoncepcyjnych (Amerykańsko-chińska grupa badaczy przebadała 3,4 tys. Amerykanek w wieku ponad 40 lat. Badane, które stosowały doustne środki antykoncepcyjne, miały 2-krotnie częściej diagnozowaną jaskrę.)[6]
- glutaminian sodu w pokarmie[7]

Liczne leki, które odznaczają się działaniem parasympatykolitycznym, mogą zaostrzać przebieg jaskry z wąskim kątem przesączania. Poprzez poszerzenie źrenicy sprzyjają bowiem zamknięciu kąta przesączania i z tego względu podawanie ich jest przeciwwskazane. To przeciwwskazanie dotyczy wyłącznie chorych z tą (rzadką w Polsce) formą choroby.

## Rozpoznanie
Dla rozpoznania jaskry konieczne jest stwierdzenie:
- charakterystycznych zmian zanikowych tarczy nerwu wzrokowego,
- charakterystycznych ubytków w polu widzenia.

Stosuje się następujące badania diagnostyczne:
- pomiar ciśnienia śródgałkowego,
- ocenę tarczy nerwu wzrokowego,
- badanie pola widzenia,
- gonioskopię.

Stosowana jest również spektralna koherencyjna tomografia optyczna (SOCT), która jest czulsza w wykrywaniu zmian jaskrowych od klasyfikacji regresji Moorfields w badaniu skaningowej laserowej oftalmoskopii (HRT). W celu właściwej diagnozy wskazane jest wykonanie obu badań (SOCT i HRT).
Ze względu na to, że często jaskra przebiega bez- lub skąpoobjawowo, istotne znaczenie ma wykonywanie profilaktycznych okresowych badań wzroku w celu jej wykrycia. Zalecana częstość wykonywania badań zależy od wieku i od występowania dodatkowych czynników ryzyka: należy je przeprowadzać co dwa lata, co roku, a nawet co pół roku.

## Nowe metody diagnostyczne

### Pomiar ciśnienia w oku
Badania naukowe testują przenośne tonometry do domowego pomiaru ciśnienia oka, dzięki miękkiej soczewce kontaktowej, w której znajdują się czujniki zmian krzywizny rogówki oka w rąbku rogówki. Zmiany krzywizny są powiązane ze zmianą ciśnienia wewnątrz gałki, stąd można pośrednio śledzić zmiany ciśnieniowe w gałce oka.

## Leczenie
Wczesne rozpoznanie jaskry i jej skuteczne leczenie może zapobiec nieodwracalnemu uszkodzeniu wzroku. Standardowym postępowaniem leczniczym w przypadku jaskry jest obniżanie ciśnienia wewnątrzgałkowego (lekami, laserowo lub chirurgicznie), co efektywnie zatrzymuje postępujące zmiany jaskrowe w przypadku jaskry pierwotnej otwartego kąta, nadciśnienia ocznego oraz u pacjentów z jaskrą normalnego ciśnienia.
Stosowane jest trojakie leczenie: farmakologiczne, laseroterapia oraz leczenie chirurgiczne.

### Kroplowe (farmakologiczne)
Najczęstszym sposobem leczenia jaskry z otwartym kątem przesączania jest leczenie farmakologiczne (zachowawcze). Mechanizm działania leków polega na obniżeniu produkcji cieczy wodnistej lub zwiększeniu jej odpływu.
Stosowane krople do oczu:
- parasympatykomimetyki – fizostygmina, pilokarpina, karbachol,
- betablokery – tymolol, betaksolol, metypranolol, karteolol,
- inhibitory anhydrazy węglanowej – brynzolamid, dorzolamid, acetazolamid,
- agonisty receptorów α2-adrenergicznych (α2-mimetyki) – apraklonidyna, brymonidyna,
- analogi prostaglandyn i prostamidy – latanoprost, trawoprost, bimatoprost, tafluprost.

W farmakologicznym leczeniu jaskry bardzo istotne jest przestrzeganie przez pacjenta zaleceń lekarskich w przebiegu terapii. Pacjenci dotrzymujący zaleceń lekarskich w mniej niż 80 procentach wykazują szersze zaburzenia pola widzenia niż pacjenci, którzy w większym stopniu przestrzegają tych zaleceń. Dodatkowe edukowanie i motywowanie pacjentów do pożądanych zachowań w trakcie terapii jaskrowej podnosi u pacjentów satysfakcję, mimo że nie podnosi zasadniczo wskaźnika przestrzegania zaleceń lekarskich.

#### Kannabinoidy w leczeniu jaskry
Stosowanie marihuany i kannabinoidów (przede wszystkim THC) powoduje obniżenie ciśnienia śródgałkowego i przez to ma działanie terapeutyczne. Czysty (–)-trans-Δ9-tetrahydrokannabinol, główny aktywny izomer THC występujący w marihuanie, jest stosowany w postaci tabletek pod nazwą handlową Marinol w Stanach Zjednoczonych, Niemczech i kilku innych krajach.

### Laseroterapia
Stosowane są:
- irydotomia,
- trabekuloplastyka.

### Operacyjne
Przeciwjaskrowe techniki operacyjne stosowane są coraz częściej. Chirurgia jaskrowa skupia się na małej inwazyjności i jak najmniejszym naruszeniu naturalnych struktur oka.
Stosowane leczenie operacyjne:
- cyklodiatermia i cyklokriopeksja
- fotokoagulacja
- goniotomia
- irydektomia
- skleroiridektomia
- trabekulektomia

Zabieg chirurgiczny jako podstawowy zalecany jest w jaskrze wrodzonej i jaskrze pierwotnej zamykającego się kąta z całkowitym lub niemal całkowitym zamknięciem kąta przesączania z nieopanowanym ciśnieniem wewnątrz gałki oka (pomimo wykonanej irydotomii).

## Klasyfikacja ICD10
| kod ICD10     | nazwa choroby                                    |
| ------------- | ------------------------------------------------ |
| ICD-10: H40   | Jaskra                                           |
| ICD-10: H40.0 | Podejrzenie jaskry                               |
| ICD-10: H40.1 | Jaskra pierwotna z otwartym kątem przesączania   |
| ICD-10: H40.2 | Jaskra pierwotna z zamkniętym kątem przesączania |
| ICD-10: H40.3 | Jaskra wtórna w urazach oka                      |
| ICD-10: H40.4 | Jaskra wtórna w stanach zapalnych oka            |
| ICD-10: H40.5 | Jaskra wtórna w innych chorobach oka             |
| ICD-10: H40.6 | Jaskra wtórna polekowa                           |
| ICD-10: H40.8 | Inne postacie jaskry                             |
| ICD-10: H40.9 | Jaskra nieokreślona                              |